# 石門庄

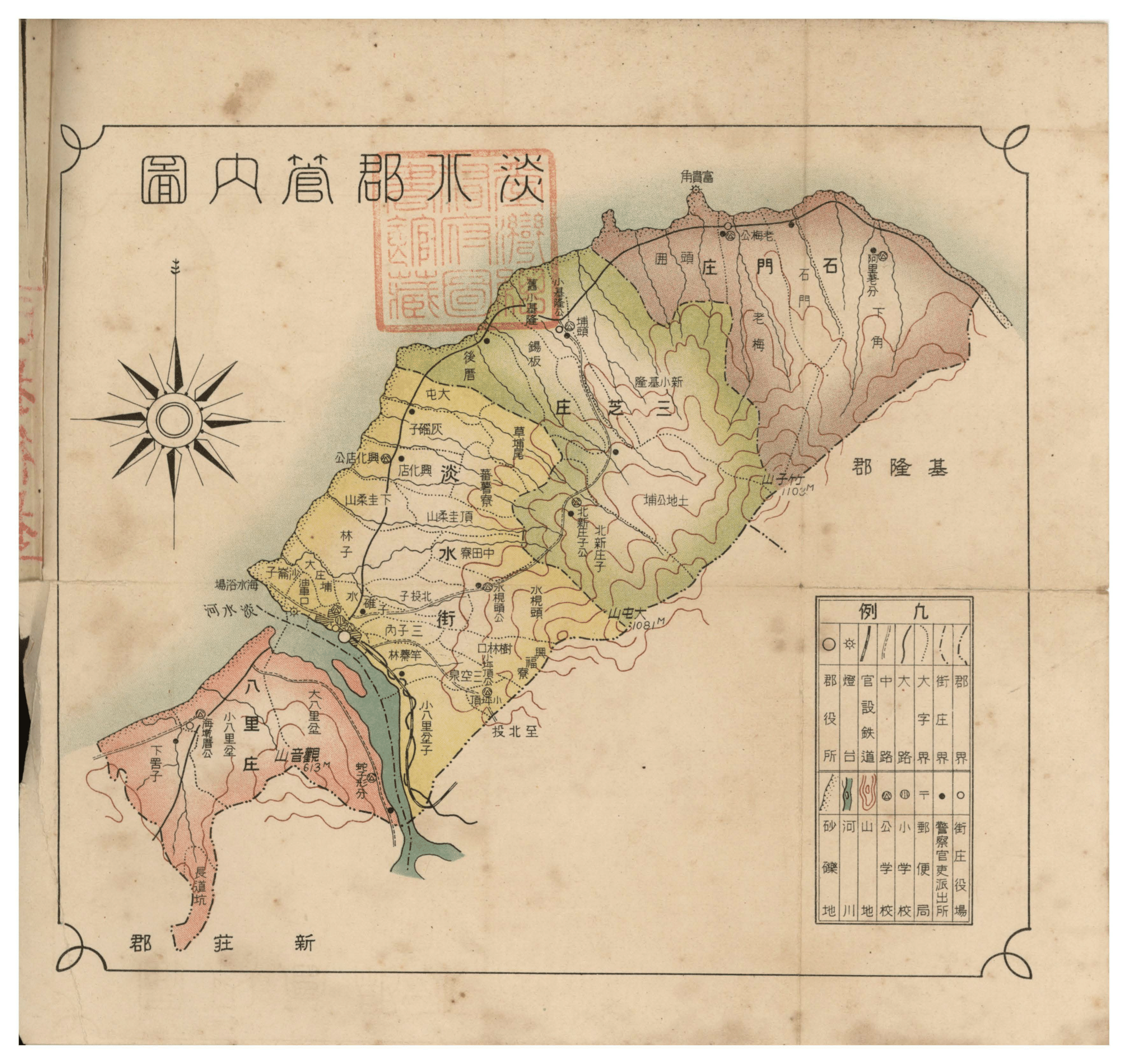
淡水郡管內圖

石門庄為臺灣日治時期1920年至1945年間存在之行政區，轄屬台北州淡水郡。今新北市石門區。

## 行政區劃
石門地區位在臺灣本島的最北端，在清治時期及日治時期初期屬芝蘭三堡、金包里堡的庄，在1895年6月隸屬「臺北縣淡水、基隆支廳」，在1897年7月1日隸屬「滬尾、金包里辨務署」。1898年6月28日，金包里辨務署被併入「基隆辨務署」，改為「金包里支署」。1901年11月11日，臺灣的行政區劃改為二十廳，石門地區隸屬「臺北廳小基隆支廳」、「基隆廳金包里支廳」。1901年12月17日，臺北廳劃分為39個區，石門地區被劃分為第31區。1903年11月1日，基隆廳實施街庄整併，並改為23個數字分區，下角庄被劃分為第6區。1904年4月1日，臺北廳芝蘭三堡實施街庄整併。1905年7月1日，基隆廳第6區改為「阿里荖區」。1906年1月1日，臺北廳改設置以地名稱呼的28個區，石門地區被劃分為「老梅區」。1909年10月25日，臺灣的行政區劃由二十廳整併為十二廳，基隆廳被併入臺北廳，下角庄隸屬「臺北廳金包里支廳」。1915年2月27日，小基隆支廳被併入「淡水支廳」。此時的街庄如下：
- 芝蘭三堡：頭圍、老梅庄、石門庄
- 金包里堡：下角[7]

1920年10月1日，原堡里之行政區廢除，街庄改為大字；前述4庄合併為臺北州淡水郡「石門庄」，轄域內分為頭圍、老梅、石門、下角等4個大字。
- 頭圍大字下有「楓林」、「崁子脚」、「八甲」、「下員坑」小字名
- 老梅大字下有「大丘田」、「公地」、「七股」、「猪槽潭」、「老崩山」、「大溪墘」、「尖山湖」、「九芎林」小字名
- 石門大字下有「石門」、「石崩山」小字名
- 下角大字下有「石門」、「尖子鹿」、「阿里磅」、「坪林」、「小坑」、「草埔尾」、「阿里荖」、「五爪崙」、「竹子湖」小字名[8]

二戰後，石門庄在1946年改為臺北縣淡水區石門鄉，為目前的新北市石門區。
| 1903年 | 1903年 | 1903年                                                               | 1906年   | 1906年 | 1920年-1945年 | 1920年-1945年 | 1946年 |
| 廳     | 區     | 街庄                                                                 | 區       | 街庄   | 街庄          | 大字          | 鄉鎮   |
| ------ | ------ | -------------------------------------------------------------------- | -------- | ------ | ------------- | ------------- | ------ |
| 臺北廳 | 第31區 | 頭圍庄                                                               | 老梅區   | 頭圍庄 | 石門庄        | 頭圍          | 石門鄉 |
| 臺北廳 | 第31區 | 老梅庄                                                               | 老梅區   | 老梅庄 | 石門庄        | 老梅          | 石門鄉 |
| 臺北廳 | 第31區 | 石門庄                                                               | 老梅區   | 石門庄 | 石門庄        | 石門          | 石門鄉 |
| 基隆廳 | 第6區  | 阿里荖庄、五爪崙庄（竹仔湖、五爪崙）、阿里磅小坑庄、阿里磅庄、石門庄 | 阿里荖區 | 下角庄 | 石門庄        | 下角          | 石門鄉 |

## 庄長
- 潘廼明：1920年至1927年，原任老梅區書記
- 江文通：1929年至1940年
- 三澤淳一
- 江崎龜作[9]

## 設施
- 石門庄役場
- 老梅公學校→老梅國民學校（今老梅國小）
  - 下角分教場（今乾華國小）

## 名所舊跡
- 富貴角燈塔
- 石門